# 72 dni
72 dni (chorw. Sedamdeset i dva dana) – chorwacka czarna komedia z 2010 roku w reżyserii Danilo Šerbedžiji, zrealizowana na motywach sztuki Sašy Anočicia pod tym samym tytułem. Obraz został wyselekcjonowany jako chorwacki kandydat do nagrody Amerykańskiej Akademii Filmowej dla najlepszego filmu nieanglojęzycznego, ale ostatecznie nie uzyskał nominacji.

## Opis fabuły
W niewielkiej wiosce mieszka rodzina Paripović, która do tej pory utrzymywała się z emerytury babki Nedji, wdowy po Đuradzie – zmarłym kucharzu armii amerykańskiej. Co miesiąc emerytura jest rozdzielana między członków rodziny. Kiedy babka umiera rodzina wymyśla plan mistyfikacji, która pozwoli im zachować główne źródło dochodów.

## Obsada
- Rade Šerbedžija jako Mane
- Krešimir Mikić jako Branko
- Bogdan Diklić jako Joja
- Živko Anočić jako Todor
- Mira Banjac jako Neđa
- Dejan Aćimović jako Mile
- Lucija Šerbedžija jako Liča
- Nebojša Glogovac jako policjant Dane
- Predrag Vušović as urzędnik pocztowy Luka
- Marinko Prga jako Pero
- Mila Manojlović jako Nana
- Atif Abazov jako Cane
- Dragan Nikolić
- Pero Močibob

## Nagrody
- 2010: Festiwal Filmowy w Puli
  - nagroda za najlepszą męską rolę pierwszoplanową (Rade Šerbedžija)
  - nagroda za najlepszą męską rolę drugoplanową (Bogdan Diklić)